# San Luis Potosí (stad)
San Luis Potosí is de hoofdstad van de Mexicaanse deelstaat San Luis Potosí. San Luis Potosí heeft 685.934 inwoners (census 2005).
In het centrum van de stad bevinden zich veel koloniale gebouwen. Er zijn verschillende historische kerken, waaronder de barokke kathedraal, de zetel van het rooms-katholieke aartsbisdom San Luis Potosí.

## Geschiedenis
San Luis Potosí ontstond in 1583 als franciscaanse missiepost. In 1592 werd de plaats gesticht. Omdat er zilver was gevonden werd de plaats genoemd naar de rijke zilvermijn van Potosí in Bolivia; men hoopte hier evenveel zilver te vinden. In 1658 werd San Luis Potosí een stad; het was een regionaal centrum van de mijnbouw en van het koloniale bestuur. In 1863 was San Luis Potosí gedurende enige tijd de hoofdstad van de republikeinse tegenregering van Benito Juárez. In 1910 ontwierp Francisco Madero hier zijn plannen voor de politieke en sociale toekomst van het land in aanloop naar de Mexicaanse Revolutie tegen het bewind van Porfirio Díaz.

## Geografie
De stad ligt in het Hoogland van Mexico en door de relatief hoge ligging (rond 1860 meter) heeft de stad een gematigd klimaat.

## Economie
De mijnbouw blijft belangrijk: in de omgeving worden goud, zilver, lood en koper gedolven. Daarnaast is San Luis Potosí ook een industrieel en landbouwcentrum. De stad heeft een universiteit. Er is een internationale luchthaven en de stad is goed bereikbaar, zowel over de weg als over het spoor.

## Geboren
- Mariano Arista (1802-1855), militair en politicus
- Pascual Chávez Villanueva (1947), priester en generaal overste van de Salesianen
- Alberto Rodríguez (1977), worstelaar die werkte bij WWE als Alberto Del Rio
- Nery Castillo (1984), voetballer